# Man or Muppet

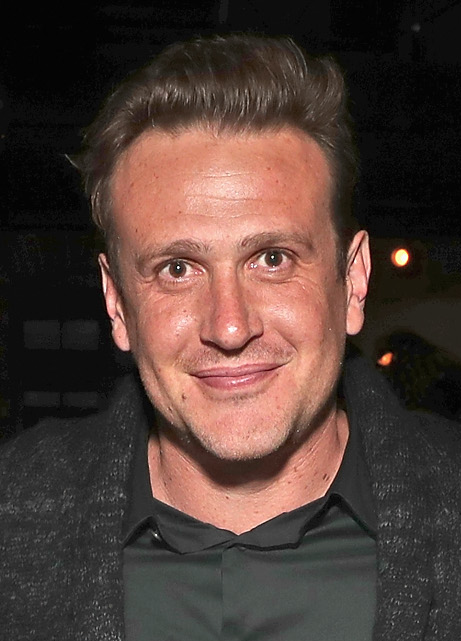
Bret McKenzie - autor piosenki "Man or Muppet".

Man or Muppet (tłum. Człowiek lub Muppet) – piosenka napisana przez nowozelandzkiego artystę Breta McKenziego, z disneyowskiego filmu pt. "Muppety". Ukazała się na ścieżce dźwiękowej dnia 22 listopada 2011 r. Wykonują ją dwaj bohaterowie filmu – Gary (Jason Segel) i muppet Walter (Peter Linz) oraz ich odpowiedniki przeciwnej tożsamości – muppet Gary Bill Barretta i człowiek Walter Jim Parsons. Piosenka została wyróżniona podczas ważnych ceremonii przyznających nagrody dla najlepszej piosenki z filmu, w tym otrzymała nominację do Nagrody Akademii Filmowej za rok 2011. To już trzecia nominacja dla piosenki z serii "The Muppets" (wcześniej: "Rainbow Connection" z The Muppet Movie i "The First Time It Happens" zThe Great Muppet Caper). Do roli Waltera jako człowieka poza Jimem Parsonsem rozważano także udział Michaela Cery oraz Paula Rudda.

## Nagrody i wyróżnienia
| Rok  | Nazwa                                                  | Osiągnięcie            |
| ---- | ------------------------------------------------------ | ---------------------- |
| 2011 | Las Vegas Film Critics Society Award for Best Song     | Wygrana (Sierra Award) |
| 2011 | 16. ceremonia wręczenia Satelitów – Best Original Song | Nominacja              |
| 2012 | 17th Critics Choice Awards – Best Song                 | Nominacja              |
| 2012 | 84th Academy Awards – Najlepsza oryginalna piosenka    | Wygrana                |

## Teledysk
20 grudnia 2011 r. wytwórnia Walt Disney Records opublikowała teledysk do utworu na kanale muzycznym Dinseya w YouTube. Wideoklip jest podobny do tego, co widać na filmie podczas trwania utworu, jednak istnieje kilka innych scen wyciętych z całego filmu.